# Monte Prado
Monte Prado este o arie protejată (arie specială de conservare — SAC, sit de importanță comunitară — SCI, arie de protecție specială avifaunistică — SPA) din Italia întinsă pe o suprafață de 618 ha, integral pe uscat.

## Localizare
Centrul sitului Monte Prado este situat la coordonatele 44°15′39″N 10°24′08″E / 44.260833°N 10.402222°E.

## Înființare
Situl Monte Prado a fost declarat sit de importanță comunitară în mai 1995 pentru a proteja 1 specie de plante și 12 specii de animale. Alte tipuri de protecție:
- arie de protecție specială avifaunistică (în august 1999)[3]
- arie specială de conservare (în decembrie 2019)[2][4][5]

## Biodiversitate
Situată în ecoregiunea continentală, aria protejată conține 14 habitate naturale: Păduri aluvionare cu Alnus glutinosa și Fraxinus excelsior (Alno-Padion, Alnion incanae, Salicion albae), Izvoare petrifiante cu formare de travertin (Cratoneurion), Pajiști alpine și subalpine calcaroase, Grohotișuri silicioase de la nivelul montan până la nivelul zăpezii (Androsacetalia alpinae și Galeopsietalia ladani), Pajiști boreale și alpine pe substrat silicios, Formațiuni ierboase bogate în specii de Nardus, dezvoltate pe substraturi silicioase în zone montane (și în zone submontane, în Europa continentală), Păduri de fag Luzulo-Fagetum, Pajiști alpine și boreale, Mlaștini alcaline, Păduri de fag din Apenini cu Abies alba și păduri de fag cu Abies nebrodensis, Pajiști cu Molinia pe soluri calcaroase, turboase sau argilos-nămoloase (Molinion caeruleae), Grohotișuri termofile și vest-mediteraneene, Pante stâncoase silicioase cu vegetație casmofită, Mlaștini turboase de tranziție și turbării mișcătoare.
La baza desemnării sitului se află mai multe specii protejate:
- plante (1): Primula apennina
- păsări (9): fâsă-de-câmp (Anthus campestris), fâsă de pădure (Anthus trivialis), acvilă de munte (Aquila chrysaetos), Eudromias morinellus, mierlă de piatră (Monticola saxatilis), pietrar sur (Oenanthe oenanthe), pitulice sfârâitoare (Phylloscopus sibilatrix), mărăcinar (Saxicola rubetra), silvie de zăvoi (Sylvia borin)
- mamifere (1): lupul (Canis lupus)
- nevertebrate (2): Austropotamobius pallipes, Euplagia quadripunctaria

Pe lângă speciile protejate, pe teritoriul sitului au mai fost identificate 22 de specii de plante, 2 specii de amfibieni, 5 specii de mamifere.